# (33251) 1998 HS24
1998 HS24 (asteroide 33251) é um asteroide da cintura principal. Possui uma excentricidade de 0.04445980 e uma inclinação de 12.07405º.
Este asteroide foi descoberto no dia 22 de abril de 1998 por Thierry Pauwels em Uccle.